# Young Noble
Young Noble, de artiestennaam van Rufus Lee Cooper III (Sierra Madre (Californië), 21 maart 1978 – Atlanta (Georgia), 4 juli 2025), was een Amerikaanse rapper en lid van de Outlawz.

## Loopbaan
Noble was te horen op 2Pacs album The Don Killuminati: The 7 Day Theory in de nummers "Bomb First (My Second Reply)", "Hail Mary", "Life of an Outlaw", "White Man'z World" en "Just Like Daddy".
Op 21 december 1999 kwam het album Still I Rise uit. Noble verving hierin de tekst van Fatal.
Tussen 2012 en halverwege 2013 werkte hij vaak samen met RIPtheGeneral (alias 'Rippa Flippa Brickk') van het label OneWayUpRecords uit St.Louis.
Noble overleed op 4 juli 2025 op 47-jarige leeftijd als gevolg van zelfmoord.

## Discografie

### Soloalbums
- 2002: Noble Justice
- 2010: Noble Justice: The Lost Songs
- 2012: Outlaw raydahz
- 2013: Son of god

### Samenwerkingen en verzamelalbums
- 2002: Street Warz (met JT the Bigga Figga)
- 2006: Thug Brothers (met Layzie Bone)
- 2006: Against All Oddz (met E.D.I. Mean)
- 2006: Soldier 2 Soldier (met stic.man)
- 2007: Thug in Thug Out (met Hussein Fatal)
- 2008: All Eyez on Us (met Lil' Flip)

- Library of Congress Control Number: no2006028287
- MusicBrainz: 44d58b8a-def1-494b-8daf-aa2def5476b6
- Virtual International Authority File: 61294432
- WorldCat: E39PBJfrQrgxp8yWgGrw4FdPcP